# Oyonnax
Oyonnax je naselje in občina v  departmaju Ain vzhodne francoske regije Rona-Alpe. Leta 1999 je imel kraj 24.162 prebivalcev.

## Geografija
Oyonnax leži v pokrajini Bugey v dolini Švicarske Jure, 57 km vzhodno od središča departmaja Bourg-en-Bresse. Občina meji na Dortan, Arbent, Échallon, Charix, Apremont, Bellignat, Géovreisset in Samognat. Na jugovzhodu občine se na višini 831 m nahaja jezero Lac Genin, globoko 17 m.

## Administracija
Oyonnax je sedež dveh kantonov:
- Kanton Oyonnax-Jug (del občine Oyonnax, občine Bellignat, Géovreisset, Groissiat in Martignat: 18.831 prebivalcev),
- Kanton Oyonnax-Sever (del občine Oyonnax, občine Arbent, Belleydoux, Dortan in Échallon: 18.326 prebivalcev).

Oba kantona sta sestavna dela okrožja Nantua.

## Zgodovina
Ime kraja izvira iz 12. stoletja, ko je gospod iz Thoira in Villarsa podal odločbo o ustanovitvi naselbine in pašnikov na njegovem "oyenna", to se pravi njegovem posestvu. Oyenna se je sčasoma preko Oyennax razvil v sedanje ime Oyonnax. Sprva majhen vaški trg se je Oyonnax v 17. stoletju s pomočjo rokodelcev preoblikoval v industrijski kraj.

## Pobratena mesta
- Eislingen/Fils (Baden-Württemberg, Nemčija);